# Javier Erice
Francisco Javier Erice Cano (Pamplona, 8 de abril de 1928-Pamplona, 2 de junio de 2024) fue un médico pediatra y político español.

## Biografía
Ejerció la medicina varios años en el Marruecos español antes de trasladarse a Pamplona. Fue elegido concejal del Ayuntamiento de Pamplona por el tercio familiar y el 25 de enero de 1976 fue elegido alcalde, por sorpresa y en una votación muy apretada, por los concejales con ocasión de la modificación legislativa por la cual la elección pasaba del gobernador civil a los concejales. Tras su victoria, proclamó que estaba más cerca del socialismo que del capitalismo, se alegró de una elección relativamente democrática y afirmó que esperaba que la ciudad fuera planta piloto de otros ayuntamientos del país. En octubre de ese año fue destituido por el gobernador civil provincial por un presunto delito de prevaricación. Erice pertenecía a la órbita de los «concejales sociales» antifranquistas y demócratas vinculados a la HOAC del Ayuntamiento, por lo que gozaba de cierto renombre. Su suspensión suscitó una gran polémica de tipo político y se llegó a constituir una comisión de corporativos para reponerlo en el cargo.
En las elecciones generales de 1977 encabezó la lista de la Unión Navarra de Izquierdas (UNAI), coalición que captó la mayoría del voto nacionalista vasco de izquierdas, quedando a solo quinientos votos de conseguir llevar a Erice al Congreso de los Diputados. Poco después ingresó en el Partido Socialista Obrero Español (PSOE), en el que permaneció hasta mediados de los ochenta. Pertenecía a su ala izquierda a través de la corriente interna Renovación Socialista. Tras un breve paso por Euskadiko Ezkerra, en 1991 fue elegido de nuevo concejal del Ayuntamiento de Pamplona al encabezar la lista de Izquierda Unida de Navarra, puesto del que dimitió en 1993.
En 1997 abandonó Izquierda Unida de Navarra para formar parte del Partido Democrático de la Nueva Izquierda. En octubre de 2000, tras la integración de esta formación en el PSOE, Erice volvió a ser militante del Partido Socialista de Navarra (PSN-PSOE).
Estaba casado con María Romana Lacabe Amorena. Tuvieron cuatro hijos: Romana, Miguel, Víctoria y Guillermo Erice Lacabe, y seis nietos.